# Le Pays de la violence
Pour plus de détails, voir Fiche technique et Distribution.
Le Pays de la violence (I Walk the Line) est un film américain réalisé par John Frankenheimer et sorti en 1970.
Le scénario est adapté du roman An Exile de Madison Jones. Le titre original reprend le titre de la chanson I Walk the Line de Johnny Cash, qui signe la musique du film.

## Synopsis
Henry Tawes est le shérif de la petite ville de Gainesboro dans le Tennessee. Ils s'ennuie dans sa vie, avec sa femme Ellen. Henry rencontre alors la belle Alma McCain, bien plus jeune que lui. Par amour pour la jeune fille, le shérif Henry Tawes va sacrifier non seulement sa famille mais aussi son honneur en transgressant la loi qu'il s'était jusque-là juré de défendre. Le père d'Alma est ainsi un distillateur d'alcool poursuivi par un agent de l'État.

## Fiche technique
Sauf indication contraire, les informations mentionnées dans cette section peuvent être confirmées par la base de données cinématographiques IMDb,  présente dans la section « Liens externes ».
- Titre original : I Walk the Line
- Réalisation : John Frankenheimer
- Scénario : Madison Jones et Alvin Sargent, d'après le roman de Madison Jones
- Photographie : David M. Walsh
- Montage : Henry Berman et Harold F. Kress
- Costumes : Lewis Brown
- Décors : Marvin March
- Musique : Johnny Cash
- Production : Harold D. Cohen

Producteur délégué : Edward Lewis
- Sociétés de production : John Frankenheimer Productions Inc.,Edward Lewis Productions, Halcyon Productions et Atticus
- Société de distribution : Columbia Pictures
- Pays de production : États-Unis
- Langue originale : anglais
- Genre : Drame
- Format :
- Durée : 95 minutes
- Dates de sortie :
  - États-Unis : 18 novembre 1970 (New York)
  - Allemagne de l'Ouest : 4 février 1971

## Distribution
- Gregory Peck (VF : Jean-Claude Michel) : le shérif Henry Tawes
- Tuesday Weld (VF : Brigitte Morisan) : Alma McCain
- Estelle Parsons (VF : Anna Gaylor) : Ellen Haney
- Ralph Meeker (VF : Jacques Dynam) : Carl McCain
- Lonny Chapman : Bascomb
- Charles Durning (VF : Jacques Ferrière) : Hunnicutt
- Jeff Dalton : Clay McCain
- Freddie McCloud : Buddy McCain
- Jane Rose : Elsie
- J. C. Evans (VO : Will Geer) : Grandpa Tawes
- Margaret A. Morris (VF : Séverine Morisot) : Sybil
- Bill Littleton : Pollard
- Leo Yates : Vogel
- Dodo Denney : Darlene Hunnicutt

## Production
John Frankenheimer voulait Gene Hackman — qu'il vient de diriger dans Les parachutistes arrivent — pour incarner le shérif Henry Tawes, mais Columbia Pictures insiste pour que le rôle soit tenu par Gregory Peck, sous contrat avec eux. Le réalisateur fait par ailleurs appel à l'acteur J. C. Evans — le grand père de sa femme Evans Evans (en) — qui est alors âgé de 82 ans pour le rôle du père du shérif. Malgré une bonne prestation, il sera redoublé en anglais par Will Geer.
Le tournage a lieu dans le Tennessee (Gainesboro) ainsi qu'en Californie (comté de Colusa et les Columbia/Sunset Gower Studios à Los Angeles).

## Bande originale
Albums de Johnny Cash
The Johnny Cash Show
(1970) Bande originale de L'Ultime Randonnée
(1970)
Singles
1. Flesh and Blood
Sortie : octobre 1970

La musique du film est composée par Johnny Cash. Il est accompagné de son groupe de musiciens The Tennessee Three.
Johnny Cash réenregistre une nouvelle version de la chanson I Walk the Line, qui donne son titre au film

### Liste des titres
Toutes les chansons sont écrites et composées par Johnny Cash, sauf exceptions notées.
| No  | Titre                                     | Auteur                                  | Durée |
| --- | ----------------------------------------- | --------------------------------------- | ----- |
| 1.  | Flesh and Blood                           |                                         | 2:39  |
| 2.  | I Walk the Line (version abrégée)         |                                         | 2:59  |
| 3.  | Hungry                                    |                                         | 1:40  |
| 4.  | This Town                                 |                                         | 2:30  |
| 5.  | This Side of the Law                      |                                         | 2:54  |
| 6.  | Flesh and Blood (version instrumentale)   |                                         | 2:10  |
| 7.  | 'Cause I Love You                         |                                         | 1:48  |
| 8.  | 'Cause I Love You (version instrumentale) |                                         | 1:46  |
| 9.  | The World's Gonna Fall on You             |                                         | 2:06  |
| 10. | Face of Despair                           |                                         | 3:36  |
| 11. | Standing on the Promises / Amazing Grace  | Celso Carter / John Newton, Bill Walker | 3:04  |

| 12. | Cause I Love You (instrumentale "cordes") |                          | 0:27 |
| 13. | Amazing Grace                             | John Newton, Bill Walker | 2:01 |

## Accueil
Ce film est souvent considéré comme le plus mauvais film de la carrière de Gregory Peck. L'acteur lui-même sera très critique envers le film, regrettant que le résultat final ne correspond pas à ce qui a été tourné. Il explique que le studio a profondément modifié le film au montage alors que le réalisateur John Frankenheimer était très vite parti tourner Les Cavaliers en Europe.

## Commentaire
Dans la scène au drive-in, le film projeté est Jerry la grande gueule (1967), mais les affiches sont celles de Cramponne-toi Jerry , deux films avec Jerry Lewis.